# Ignacio Gárate Martínez
Ignacio Gárate Martínez est un psychanalyste espagnol né le 10 août 1953 à Burgos et décédé le samedi 7 mai 2022 à Bordeaux. Il exerçait la psychanalyse à Paris et à Bordeaux.

## Biographie
Résidant en France depuis 1971, Ignacio Gárate Martínez est né à Burgos (Castille-et-León) en 1953, puis s'installe à Madrid à l'âge de onze ans ; c'est dans cette ville qu'il effectue ses études secondaires et commence à fréquenter avec son père, José María Gárate Córdoba, les cercles littéraires et artistiques au début des années 1970. Il rencontre des poètes comme Luis López Anglada, Rafael Morales ou Pedro Antonio Urbina.
Sa première formation le conduit vers le théâtre, à l'Institut universitaire de technologie (IUT) de Carrières Sociales de Bordeaux. Il s'y forme avec José Antonio Parra Albarracín avec qui il interprète des pièces de Federico García Lorca (Así que pasen cinco años, el retablillo de Don Cristóbal, El público). Et pour le théâtre en langue française avec Jean-Pierre Nercam, Monique Surel et Michel Thebœuf (Le tableau des merveilles de Jacques Prévert et La Cantatrice chauve d'Eugène Ionesco). En 1974 il représentera ces pièces pour trente représentations en Aquitaine et lors d'une tournée organisée en Espagne (notamment dans le théâtre Romea à Barcelone) par le Théâtre universitaire de Murcie.
En 1977 il commence sa formation psychanalytique et poursuit des études en psychopathologie clinique en effectuant, en même temps, des stages de formation professionnelle à l'hôpital psychiatrique (dans le service du Dr. Bénichou, à la clinique du château de Préville à Orthez) ; dès 1978 il participe, avec Michel Demangeat et Jean-Marie Pontevia entre autres, à un cartel de l'École freudienne de Paris jusqu'à sa dissolution en 1980.
Entre 1979 et 1983 il rédige une thèse en Sciences de l'éducation à partir de son expérience dans diverses institutions d'hygiène mentale et de travail social : Trialogues, vers une théorie clinique de l'institution, Michel de Certeau sera l'un des assesseurs de sa thèse.

## Pensée et constructions cliniques
Comme il le précise dans l'introduction de son livre L'Institution autrement (Éres, 2003), Ignacio Gárate s’intéresse pour l’essentiel à la clinique, que ce soit dans la direction de la cure ou le travail en institution, et à la transmission de la psychanalyse.
Dès ses premiers écrits il marque une très grande réserve, voire un questionnement radical, envers les prétendues « mesures objectives » ou « scientifiques » dans le champ des Humanités. Il suffit pour illustrer cela de rappeler le titre de sa contribution au premier Congrès International sur « déficience mentale et retard scolaire » (Zamora, Espagne, 1978) : La part de l’idéologie dans la notion d’intelligence et les tests qui la mesurent. Cette remise en cause des développements cognitifs et autres approches à visée objectivante ou normative, le conduisent tout naturellement à être l’un des premiers signataires de l’Appel des appels en 2009.
Dans son livre Conversations psychanalytiques (Hermann 2008), il expose comment sa réflexion sur l’institution est marquée par les rencontres successives avec François Tosquelles (Psychothérapie institutionnelle, Hôpital de St. Alban), Octave et Maud Mannoni (école expérimentale de Bonneuil), Michel de Certeau (L’institution de la pourriture), Xavier Audouard (école des Samuels et le concept d’éduction) et Ginette Michaud (La Borde, un pari nécessaire).
Son dessein n’est pas de construire un commentaire critique sur les démarches de fondation institutionnelle innovante, mais de réaliser un appareil de lecture et de réflexion clinique sur les institutions d’hygiène mentale et de travail social. Comment repérer les différents « désirs de fonder » à l’œuvre dans toute institution ? Comment les séparer des diverses demandes de reconnaissance où se jouent les rivalités dans les enjeux de pouvoir ? Comment, enfin, discerner la « poussée » instituante pour la préserver des structures « instituées » qui visent à pérenniser les moyens et empêchent toute démarche de refondation ?
Pour Ignacio Gárate (Ibid. L'institution autrement), le projet institutionnel naît d’un désir de fonder qui trouve son écriture ; c’est un désir qui résulte d’un compromis de la personne avec sa propre histoire, une manière d’inscrire celle-ci autrement à travers la création institutionnelle. Mais l’écriture d’un projet serait totalitaire, si elle ne demeurait pas ouverte à la création des autres, si elle ne garantissait pas un cadre symbolique de l’action, qui réalise une communauté d’expérience. Une fois écrit, le projet n’appartient plus au fondateur, au contraire, chacun fait référence au projet pour y revenir lorsque la demande de reconnaissance ou l’ambition de pouvoir risquent de transformer un « pouvoir-faire » en exercice d’un pouvoir. Dans la démarche instituante, l’intention éthique est première, ce qui veut dire que le sujet s’y épuise ; il n’y est pas forcément reconnu, il s’efface, il tombe pour laisser la place à cette ouverture qui l’engage : C’est ce qu’est « faire projet ».
Mais c’est par la poésie qu’il entre dans la psychanalyse (Cf. L'expérience d'une psychanalyse, Éres 2005) ; la poésie de Blas de Otero, de Federico García Lorca, d’Antonio Machado, de Miguel Hernández, lui apprennent « avec la chanson des mots, le frémissement de la caresse de l’absent. »  et ce sera donc par la poétique qu’il tentera d’intégrer la dimension anthropologique de l’art ; c’est ainsi qu’inspiré par la  poétique du duende de F. García Lorca, il essaiera de lui donner son statut anthropologique, pour faire entrer cette notion dans la langue française parmi les intraduisibles (Cf. Le Duende, jouer sa vie. De l'impossible du sujet au sujet de l'impossible. Encre Marine, La Versanne, 2005).
Après une première expérience de la traduction, dans sa rencontre avec Élisabeth Roudinesco et sa bataille de cent ans, dont il traduit le premier tome en espagnol (aux éditions Fundamentos, Madrid), c’est la relation d’amitié et de fidélité avec Joël Dor, qui est à l’origine du projet d’un vocabulaire de concepts lacaniens en espagnol (Cf. Lacan en Español. Breviario de lectura (avec José Miguel Marinas). Biblioteca Nueva, Madrid, 2003). En effet, Joël Dor lui demande de superviser la traduction en espagnol de son Introduction à la lecture de Lacan. I. Gárate y affronte les embûches du technolecte ou jargon lacanien transposé dans une langue étrangère, et qui ne permet pas de raccrocher les idées aux racines culturelles et anthropologiques de la langue d’accueil. C’est ainsi qu’il prend contact avec le philosophe José Miguel Marinas, pour écrire à deux mains leur Dictionnaire de concepts lacaniens en espagnol. Joël Dor et Françoise Bétourné écriront la préface à la première édition.
Très marqué par l’enseignement de Jacques Lacan, les notions de « loi », « joie » et « amour », lui semblent essentielles pour comprendre le rapport à la castration, la dimension mortifère de la jouissance, et le rapport du désir au « rien ».  

Il distingue trois niveaux dans le rapport de tout sujet à la loi : la loi fondamentale, comme une marque symbolique dans le corps, la loi primordiale ou loi de séparation qui est complémentaire avec l’interdit de l’inceste, et les lois effectives qui, marquées par le refoulement, nous servent à construire une morale et un système de droit.
La plénitude subjective de la joie, comme limite à l’emprise d’une jouissance mortifère, lui paraît représenter un passage dans la conduite d’une cure psychanalytique, « un passage exigeant trois déprises : un manque, une demande, un engendrement. »
La question de l’amour, après l’expérience du transfert, dans une cure psychanalytique, pourrait se poser autrement à partir de l’expérience du rien; pour Ignacio Gárate, les effets de l’analyse montrent fondamentalement que le rapport d’un analysant à l’objet cause de son désir s’est déplacé du regard vers la voix et, à terme, vers le rien. Il trouve, dans cette notion de « rien », une considération éthique et poétique sur la possibilité même de l’amour, béance qui nous interroge sur notre sexe et notre existence. Ce n’est pas tant la question de la différence sexuelle, que de celle qui va du un au deux. Aimer serait alors reconnaître la différence radicale en l’autre qui s’habille d’existence autour de ce rien qui en fait mon semblable.
Cette perspective l’éloigne sans doute des considérations sur les effets thérapeutiques de la psychanalyse, au profit d’une question sur Guérir ou désirer (Il a signé le Manifeste pour la psychanalyse pour s’opposer à la réduction de celle-ci à une psychothérapie à visée évaluative voulue par le législateur).
Dans Guérir ou désirer ? Petits propos de psychanalyse vivante. Les Belles Lettres - Encre Marine, coll. La parole en acte, Paris, 2007, il indique que le but d’une psychanalyse n’« est pas de guérir ou de normaliser une personne en l’adaptant au lien social, mais de permettre qu’elle sorte de la répétition pour participer à un processus créatif qui concerne sa destinée : réaliser son œuvre et savourer la vie. » Pour cela le psychanalysant doit parvenir à être quitte de sa dette envers les générations et donner voix au silence sonore du rien où il se constitue..
À la suite de l’enseignement de Lacan, pour Ignacio Gárate (Cf. l'introduction à Psychanalystes en devenir, les constructions d'une clinique. Éditions Les Belles Lettres - encre marine, Paris, 21 mai 2010), l’interprétation en psychanalyse, résulte de la conjonction entre un effet de création poétique et sa propre jaculation dans la voix, c’est-à-dire dans le corps. L’interprétation déplace la personne du lieu de la répétition du même, et permet qu’elle renonce à sa soumission volontaire à une jouissance mortifère. S'il ne conteste pas l'opportunité de donner du tranchant à la cure psychanalytique par le biais des "scansions", il reste très méfiant sur l'utilisation automatique des "séances courtes" dont la durée variable aboutit souvent à la position masochiste de l'analysant plutôt qu'au respect du temps logique. C’est le transfert qui donne lieu à l’interprétation, un transfert qui met en rapport deux psychanalysants : l’un, en position d’analyste, y donne son désir averti au risque de mettre en danger son confort personnel. L’autre formule une demande d’analyse où se joue sa demande de savoir sur son désir. En ce sens il n’y a pas de psychanalyste à proprement parler ou, pour le dire autrement, le psychanalyste n’est pas une personne mais comme le dirait Lacan, une « formation de l’inconscient ».

## Institutions psychanalytiques
Il participe à l'institution psychanalytique, d'abord dans un cartel de l'École freudienne de Paris (79-80), à la Cause freudienne ensuite (80-81), puis, après la dissolution de la Cause et la mort de Lacan, hors école.
En 1988, il choisit de travailler avec Maud Mannoni au CFRP (Centre de formation et de recherches psychanalytiques) et y sera nommé Membre après son jury d'association durant l'année 1992.
Il suit Maud Mannoni dans la fondation d'Espace analytique. C'est dans ce cadre qu'il anime des séminaires cliniques à Paris et Madrid, en Argentine et au Mexique. De 2000 à 2002, à la mort de Joël Dor, il est rédacteur en Chef de la revue Figures de la Psychanalyse.

Membre d'Espace analytique, il s'est formé dans le sillon de Lacan ; il a construit son rapport à l'éthique de l'expérience analytique à partir de l'héritage spirituel de Maud Mannoni et l'empreinte vivace de l’enseignement de François Tosquelles, Octave Mannoni, Michel de Certeau, Xavier Audouard, Joël Dor.

Il a fondé l'Espace analytique d'Aquitaine et du Sud-Ouest, et Espacio Analítico Mexicano (avec Mario Orozco Guzmán, membre du réseau international d'Espace analytique).
Il est directeur de deux collections de psychanalyse: La clinique du transfert (Erès) et La parole en acte (Belles Lettres - encre marine).

## Fonctions universitaires
Ignacio Gárate Martínez s'intéresse à la formation des jeunes diplômés en sciences et technologie et à partir de 1978, il crée un module de professionnalisation à l'Université de Bordeaux 1. Sa réflexion donnera lieu à un livre, écrit en collaboration avec Laurence Gautier : La fonction cadre, vers une éthique de l'engagement.
De 1982 à 1995, il est enseignant collaborateur et, de 1996 à 2011, il exerce comme professeur des universités associé à l'Université Bordeaux .

## Poésie et traduction
Son travail poétique donne lieu à deux livres :  Añil, prix national de poésie, Madrid, 1973, et La carta robada, prix international de littérature étrangère, Bordeaux, 1979 ; il reçoit pour ce travail la médaille d'argent de la ville de Bordeaux.
Comme traducteur, il introduit dans la langue française la notion de duende, traduit en espagnol le premier tome de La bataille de cent ans, Histoire de la psychanalyse en France d'Élisabeth Roudinesco et publie le premier dictionnaire de concepts lacaniens en espagnol.

## Livres publiés
- El sentido prohibido. La palabra en los grupos terapéuticos. Editorial Fundamentos, Madrid, 1982.
- Clínica psicoanalítica. De la clínica a la cura, del grupo a la ética del sujeto. C.I.M.O.P., Madrid, 1990.
- La fonction cadre. Vers une éthique de l'engagement (avec L. Gautier). S.U.N.F.O.R.E.P., Bordeaux, 1992.
- Devenir psychanalyste. Les formations de l'Inconscient (Collectif). Éditions Denoël, coll. L'Espace Analytique, Paris, 1996.
- Lacan en castellano. Tránsito razonado por algunas voces (avec José-Miguel Marinas). Quipú Ediciones, Madrid, 1996.
- Le Duende, jouer sa vie. De l'impossible du sujet au sujet de l'impossible[20], Gemme Éditions, Paris, 1998.
- Hacerse psicoanalista. Las formaciones de lo inconsciente (colectivo). Alianza Editorial, Madrid, 1999.
- Lacan en Español. Breviario de lectura (avec José Miguel Marinas). Biblioteca Nueva, Madrid, 2003.
- L'institution autrement, pour une clinique du Travail Social; éditions érès, 2003.
- L'expérience d'une psychanalyse, généalogies du désir à l'œuvre, éditions érès, 2005.
- Le Duende, jouer sa vie. De l'impossible du sujet au sujet de l'impossible. Encre Marine, La Versanne, 2005.
- Guérir ou désirer ? Petits propos de psychanalyse vivante[20]. Les Belles Lettres - Encre Marine, coll. La parole en acte, Paris, 2007.
- L'histoire de Paulina Luz, héroïne du silence. 40 années d'internement moderne[20], Belles Lettres - Encre Marine, Paris, 2008.
- Conversations psychanalytiques]. Éditions Hermann, collection psychanalyse, Paris, 2008.
- Psychanalystes en devenir, les constructions d'une clinique[20], avec  A. Dasseux Ter Mesropian, L. Joseph, C. Santese, C. Zurro,  Éditions Les Belles Lettres - encre marine, Paris, 21 mai 2010.
- Estremecimientos de lo real, ensayos psicoanalíticos sobre cuerpo y violencia[21], avec José Miguel Marinas Herreras & Mario Orozco Guzmán, coord., Éditions Kanankil, Mexique, Décembre 2012.